# Іббіт-Лім
Іббіт-Лім (*д/н — після 1950 до н. е.) — мекі (цар) Ебли часів Третього царства.

## Життєпис
За походження був амореєм. Син Ігріш-Хеба. Ймовірно, був засновником Третього царства Ебли приблизно з 1950 року до н. е. Відомий лише по частині базальтовому тулубу, знайденому в 1968 році в Телль Мардіху (наразі зберігається в Алеппо). Він був частиною заповітної статуї богині Іштар, колись розміщеної в храмі цієї богині в акрополі Ебла. Клінописний напис на ньому носить ім'я Іббіт-Ліма, і стверджує, що статуя була зроблена через вісім років після явища Іштар в Еблі. Вважається, що в цьому текстовому фрагменті йдеться про обрання Іштар поліадичною богинею Ебли, що, найімовірніше, було здійснено самим Іббіт-Лімом за 8 років до створення статуї.
Тулуб Іббіт-Ліма був першим свідченням, що дозволяє ототожнювати Телл Мардіх із містом Ебла, місцезнаходження якого втрачено. Ймовірно, наказав відбудувати міські стіни. Про наступника на троні нічого невідомо.